# Bowling Balls
Bowling Balls is een Belgische komische film uit 2014 geregisseerd door Marc Punt. De film ging in avant-première op 9 december en kwam op 17 december officieel in de filmzalen in België.

## Verhaal
De film gaat over twee rivaliserende motorbendes. De motorclub de Bowling Balls wordt geleid door president Mon Dewilde (Wim Opbrouck), een ex-belastingscontroleur. Ze spiegelen zich aan beruchte motorbendes zoals de Outlaws en de Hells Angels, alleen zijn de leden wat minder heldhaftig. Ze houden zich bezig met de verkoop van gestolen auto's, voornamelijk aan de Bulgaarse maffia. Ze krijgen daarbij concurrentie van een andere motorbende, de Banana Knights. Wanneer Bowling Ball-lid Gino (Jonas van Geel), het neefje van Mon Dewilde, een amoureuze relatie begint met Tina (Nathalie Meskens), de jongere zus van de president van de Banana Knights ontstaat er een gevecht tussen de bendes. Maar de Bowling Balls zijn minder talrijk en minder sterk en delven steeds het onderspit tijdens de confrontaties met de Banana Knights, daarom zinnen ze op wraak.

## Rolverdeling
| Acteur                  | Personage                    |
| ----------------------- | ---------------------------- |
| Wim Opbrouck            | Mon Dewilde                  |
| Peter Van den Begin     | Fikko                        |
| Jonas Van Geel          | Gino                         |
| Nathalie Meskens        | Tina                         |
| Sven De Ridder          | Bert 'Bad Boy Boeleke' Boels |
| Manou Kersting          | Bob 'Bok' Van Bockstael      |
| Filip Peeters           | Max                          |
| Jenne Decleir           | Taco                         |
| Charlotte Vandermeersch | Linda Schools                |
| Kim Hertogs             | Sonja Slaets                 |
| Peter Thyssen           | Waas                         |
| Damiaan De Schrijver    | Fred Roels                   |
| Silke Becu              | Steffi                       |
| Joyce Beullens          | Nikki Derover                |
| Vic De Wachter          | Robert Derover               |
| Jeroen Van Dyck         | Jonas Claes                  |
| Herwig Ilegems          | Maurice                      |
| R. Kan Albay            | Vladdi                       |
| Luc Verhoeven           | Balou                        |
| Brik Van Dijck          | Glenn Janssens               |
| Axel Daeseleire         | Anthony                      |

## Productie
De opnames gingen van start einde juni 2014. Een deel van de opnames ging door in het bedreigde polderdorp Doel, op het militair domein in Ravels en op het vliegveld van Brustem in Sint-Truiden.